# Glenn Weiner
Glenn Weiner (Johannesburg, 27 aprile 1976) è un allenatore di tennis ed ex tennista statunitense.

## Carriera
In carriera ha raggiunto in doppio la 85ª posizione della classifica ATP, mentre in singolare ha raggiunto il 119º posto.

## Statistiche

### Doppio

#### Finali perse (1)
| Numero | Anno           | Torneo                                          | Superficie | Compagno | Avversari in finale  | Punteggio |
| 1.     | 15 luglio 2001 | Miller Lite Hall of Fame Championships, Newport | Erba       | André Sá | Bob Bryan Mike Bryan | 3–6, 5–7  |